# Lluer vermell
El lluer vermell (Spinus cucullatus) és una espècie d'ocell de la família dels fringíl·lids oriünd de Colòmbia (Departament de Santander), Veneçuela i Guaiana; es va extingir a Trinitat i Tobago, i ha estat introduït a Puerto Rico.

## Morfologia
- Fa 10 cm de llargària.

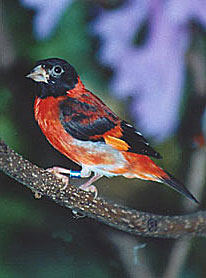
Mascle

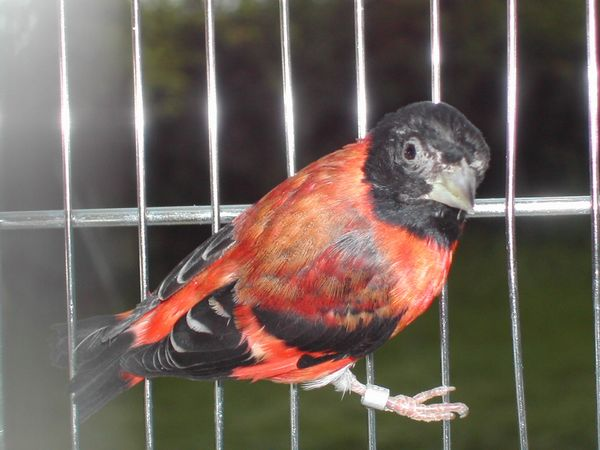
Mascle

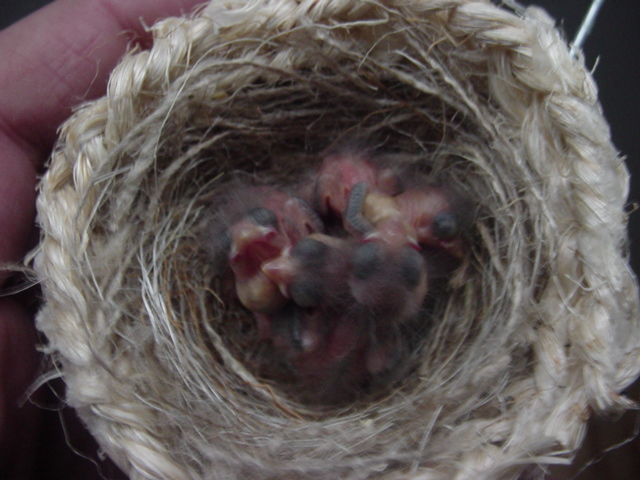
Pollets de tres dies d'edat

- Presenta dimorfisme sexual: el mascle és vermell amb la cua i el cap negres. Les ales són negres amb una franja de color vermell. Les plomes cobertores secundàries i mitjanes estan rivetejades de vermell formant dues línies alars característiques. L'extrem de les rèmiges es presenta rivetejat de blanc. El carpó és de color vermell escarlata. Bec cònic de color grisenc amb la mandíbula superior lleugerament més fosca que la inferior. Ulls negres. Potes fosques.
- La femella és principalment de color marró.[5][6][7]

## Ecologia
Es troba entre 100 i 1.300 m d'altitud, en moviment seminòmada i altitudinal (estacional i diari) entre el bosc perennifoli humit, el bosc sec caducifoli i les pastures arbustives.
El principal període de reproducció és de l'abril a principis del juny, tot i que té un segon període també al novembre i el desembre. Basteix el niu entre grups de bromèlies del gènere Tillandsia en arbres alts, encara que a Guaiana ho fa a les capçades dels arbres del gènere Curatella.
Menja fruits de vesc, fruites (com ara, de diferents espècies de Ficus), capolls i llavors de gramínies i plantes herbàcies.

## Captivitat
Recent capturades, aquestes aus són víctimes d'una mortalitat molt alta (del 90% en mans no experimentades i, si fa no fa, del 50% en mans expertes). L'adaptació al captiveri dels que sobreviuen és ràpida i, al cap d'un any, es tornen molt dòcils. Té una esperança de vida de 8 anys.

## Estat de conservació
Es troba en perill d'extinció pel fet que està experimentant una disminució molt ràpida com a resultat de l'expansió de l'agricultura intensiva i la seua captura per al comerç d'ocells de gàbia (degut a la seua capacitat per hibridar amb els canaris), tot i que està prohibit des de la dècada de 1940. La seua població està severament fragmentada en gran part de la seua àrea de distribució històrica, encara que el descobriment, l'any 2000, d'una nova població al sud-oest de la Guaiana obligarà a refer les dades sobre aquesta espècie. Els programes de cria en captivitat es veuen obstaculitzats per les malalties i els exemplars híbrids.